# 恩斯特·莱纳
恩斯特·莱纳（德語：Ernst Lehner，1912年11月7日—1986年1月10日），德国男子足球运动员，场上位置是前锋。他曾代表德国国家队参加1934年和1938年国际足联世界杯，其中1934年世界杯获得季军。